# Попінова Галина Миколаївна
Галина Миколаївна Попінова (нар. 28 грудня 1983, Київ) — українська художниця; член Національної спілки художників України з 2010 року. Дочка художників Оксани Слєти та Миколи Попінова, сестра художниці Оксани Попінової.

## Біографія
- 1994—2002 Навчання у ДХСШ ім. Т. Г. Шевченка, відділення живопису. Викладачі: Юрій Гончаренко, Ірина Спорнікова.

- 2002—2008 Навчання у Національній Академії образотворчого мистецтва та архітектури (НАОМА), факультет живопису, з 2004 року — майстерня професора Василя Гуріна.

- З 2004 Член об'єднання молодих художників і мистецтвознавців Київської Спілки художників.

- З 2006 Викладач живопису, рисунку та композиції приватної художньої студії.

- 2009 Аспірантка стажування (живопис).

## Творчі конкурси, виставки та пленери
- 1999 Виставка до 8 березня, Історичний музей, м. Київ
- 2000 Виставка «Стародавній Київ», Києво — Печерська Лавра, м. Київ
- З 2002 Постійна учасниця Всеукраїнських художніх виставок у виставкових залах НСХУ (Будинок художника) та у Міжнародних виставках.
- 2002 Творчий конкурс ім. Дмитренка, НАОМА, Київ
- З 2003 Участь у пленерах на Косівщині та у Карпатах
- 2003 Виставка «Літній пленер», м. Косів, с. Криворівня
- 2003 Лауреат конкурсу на найкращий твір, присвячений 190-літтю від дня народження Т. Г. Шевченка, НАОМА, м. Київ
- 2004 Міжнародна мистецька виставка «Львівський осінній салон», Львівський палац мистецтв
- 2005 Творчий конкурс ім. Зарецького, НАОМА, Київ
- 2005 Лауреат конкурсу «Мальовнича Україна» у галузі станкового живопису, м. Миколаїв
- 2005 Аукціон на підтримку дітей-сиріт "Благодійний фонд «Товариство Приятелів дітей», м. Київ
- 2005 Виставка «Український костюм. Живопис», Національний університет ім. Т. Г. Шевченка
- 2005—2006 Участь у живописних пленерах у м. Переяславі
- 2006 Участь у живописному пленері та у виставці «Дубенський замок — І», м. Дубно, Національний історико-культурний заповідник «Дубенський замок»
- 2007 Диплом Всеукраїнського трієнале «Живопис-2007», м. Київ
- 2007 Всеукраїнська художня виставка «Мальовнича Україна», м. Тернопіль
- 2007 Конкурс пейзажу ім. Куїнджі, Меморіал Куїнджі в м. Маріуполь
- 2007 Участь у живописному пленері у м. Кам'янець — Подільський
- 2008 Виставка «Кам'янець- Подільський пленер», галерея «Коло», м. Київ
- 2008 Мистецька акція в київському метрополітені «Арт-Потяг І»
- 2008 Пленер в Ізраїлі.
- 2008 Виставка «Сучасний портрет», галерея «Коло-Заспи»
- 2008 Пленер у м. Новгород-Сіверський
- 2008 Виставка «Натюрморт», музей Тичини, м. Київ
- 2008 Міжнародна мистецька виставка «Високий замок», Львівський палац мистецтв, м. Львів
- 2008 Диплом галереї «Ра» та Головного управління у справах сім'ї та молоді КМДА, м. Київ
- 2008 Виставка з фондів Міністерства культури України «Творчі родини»
- 2009 Премія на конкурсі Пузиркова в НАОМА, м. Київ
- 2009 Лауреат виставки «Він і Вона», м. Львів
- 2009 Виставка «Київські каштани», галерея «Коло», м. Київ
- 2009 Всеукраїнська виставка «До 200-річчя від дня народження М. Гоголя», м. Полтава
- 2009 Участь у живописному пленері та у виставці «Дубенський замок — III», м. Дубно, Національний історико-культурний заповідник «Дубенський замок»
- 2009 Виставка «Пам'яті майстра Федора Кричевського», м. Київ, НСХУ, Будинок художника
- 2009 Пленер в м. Дубно, за сприянням міського голови Леоніда Дудко.
- 2009 Пленер у м. Батиліман, Балаклава, Форос, Бахчисарай
- 2010 Виставка «Від Трипілля до сьогодення». м. Київ, НСХУ
- 2010 Пленер у Йорданії
- 2010 Презентація проекту «Мандри», готель «Рівьера», Київ.
- 2010 Український Дім, «Fine Art — 2010». «Мандри» Персональна експозиція
- 2010 Пленер у Чорногорії, Хорватії
- 2010 Пленер у м. Дубно, Кременець, Східниця
- 2010 Виставка Всеукраїнського трієнале «Живопис-2010», м. Київ

## Роботи зберігаються
Музей сучасного мистецтва України (Київ), Національний історико-культурний заповідник «Дубенський замок», Історико-меморіальний музей-заповідник ім. Т. Г. Шевченка (Переяслав), Музей Національної Академії образотворчого мистецтва і архітектури (Київ), приватна колекція ТМ «Мерная», приватні колекції України, Німеччини, США, Ізраїлю.